# فلات تونگوسکا
فلات تونگوسکا (روسی: Тунгусское плато) یک فلات کوهستانی در سرزمین کراسنویارسک در سیبری روسیه است که بخشی از فلات سیبری مرکزی به‌شمار می‌رود. بخش عمده این فلات غیرمسکونی است. نام فلات تونگوسکا از نام باستانی مردم اونکی گرفته شده‌است.

## جغرافیا
فلات تونگوسکا در مرکز سرزمین کراسنویارسک قرار دارد. این فلات از شمال با رود کورئیکا و در جنوب با رود پودکامنایا تونگوسکا محدود شده‌است. فلات سیورما در شمال و شمال‌شرقی به فلات پوتورانا منتهی می‌شود. و مرز شرقی آن با فلات سیورما مشخص و آشکار نیست. این فلات در سمت غرب با کاهش تقریباً ناگهانی ارتفاع، به دره رود ینی‌سئی می‌رسد.
میانگین ارتفاع سطح فلات تونگوسکا بین ۶۰۰ تا ۸۰۰ متر است. دامنه‌های کوه‌ها در این فلات اغلب پرشیب هستند و دره رودها در برخی نقاط، ژرف‌دره‌های عمیقی را به‌وجود آورده‌اند. رود نیژنیایا تونگوسکا از این فلات عبور کرده و آن را به دو نیمه تقسیم می‌کند.
بلندترین نقطه این فلات قله‌ای بی‌نام است که با ارتفاع ۹۶۲ متر، در نیمه جنوبی بخش شمالی فلات قرار دارد.

## زمین‌شناسی
از دید زمین‌شناختی، فلات سیورما از سنگ‌های رسوبی ابردوران دیرینه‌زیستی به همراه ژرف‌توده‌های آتشفشانی و توف تشکیل شده‌است.